# Son of Rambow
Son of Rambow (Nederlandse titel Zoon van Rambow) is een komische film uit 2007, geschreven en geregisseerd door Garth Jennings en geïnspireerd door First Blood.

## Verhaal
Will Proudfoot is een rustige en verlegen 11-jarige jongen wiens familie tot de Plymouth Brethren-kerk behoort. Vanwege de strenge regels van zijn moeder mag Will geen films en televisie kijken. Op een dag ontmoet de hoofdpersoon een pesterige 13-jarige jongen genaamd Lee Carter en de twee worden vrienden. Carter heeft besloten een film te maken die is geïnspireerd op Stallones hit First Blood (1982) en vraagt Will om eraan deel te nemen.

## Rolverdeling
| Acteur          | Personage             |
| --------------- | --------------------- |
| Bill Milner     | Will Proudfoot        |
| Will Poulter    | Lee Carter            |
| Neil Dudgeon    | broeder Joshua        |
| Adam Godley     | broederleider         |
| Jessica Hynes   | Mary Proudfoot        |
| Imogen Aboud    | jonge Mary            |
| Anna Wing       | oma                   |
| Charlie Thrift  | Duncan Miller         |
| Zofia Brooks    | Tina                  |
| Tallulah Evans  | Jess Proudfoot        |
| Jules Sitruk    | Didier Revol          |
| Ed Westwick     | Lawrence Carter       |
| Eric Sykes      | Frank                 |
| Asa Butterfield | Brethren Boy          |
| Adam Buxton     | leraar scheikunde     |
| Paul Ritter     | leraar aardrijkskunde |
| Edgar Wright    | leraar metaalschool   |

## Release
De film ging in première op 22 januari 2007 op het Sundance Film Festival.

## Ontvangst
Op Rotten Tomatoes heeft Son of Rambow een waarde van 74% en een gemiddelde score van 6,80/10, gebaseerd op 121 recensies. Op Metacritic heeft de film een gemiddelde score van 66/100, gebaseerd op 29 recensies.

## Prijzen en nominaties
De belangrijkste:
| Jaar | Prijs                                   | Categorie | Genomineerde(n)               | Uitslag     |
| ---- | --------------------------------------- | --- | ----------------------------- | ----------- |
| 2008 | British Independent Film Awards         | Beste regisseur | Garth Jennings                | Genomineerd |
| 2008 | British Independent Film Awards         | Beste scenario | Garth Jennings                | Genomineerd |
| 2008 | British Independent Film Awards         | Meest veelbelovende nieuwkomer                                                                                       | Bill Milner                   | Genomineerd |
| 2008 | British Independent Film Awards         | Meest veelbelovende nieuwkomer                                                                                       | Will Poulter                  | Genomineerd |
| 2008 | Internationaal filmfestival van Locarno | Publieksprijs | Garth Jennings                | Gewonnen    |
| 2008 | Internationaal filmfestival van Locarno | Variety Piazza Grande Award                                                                                          | Garth Jennings                | Genomineerd |
| 2008 | National Board of Review                | Top tien onafhankelijke films                                                                                        | Top tien onafhankelijke films | Gewonnen    |
| 2009 | BAFTA Awards                            | Carl Foreman Award voor een bijzondere prestatie door een Britse regisseur, schrijver of producer in hun eerste film | Garth Jennings (schrijver)    | Genomineerd |
| 2009 | Empire Awards                           | Beste Britse film | Beste Britse film             | Genomineerd |
| 2009 | Empire Awards                           | Beste komedie | Beste komedie                 | Gewonnen    |
| 2009 | Young Artist Awards                     | Beste uitvoering in een internationale speelfilm - toonaangevende jonge artiesten                                    | Bill Milner & Will Poulter    | Genomineerd |